# Институт проблем эндокринной патологии имени В. Я. Данилевского НАМН Украины

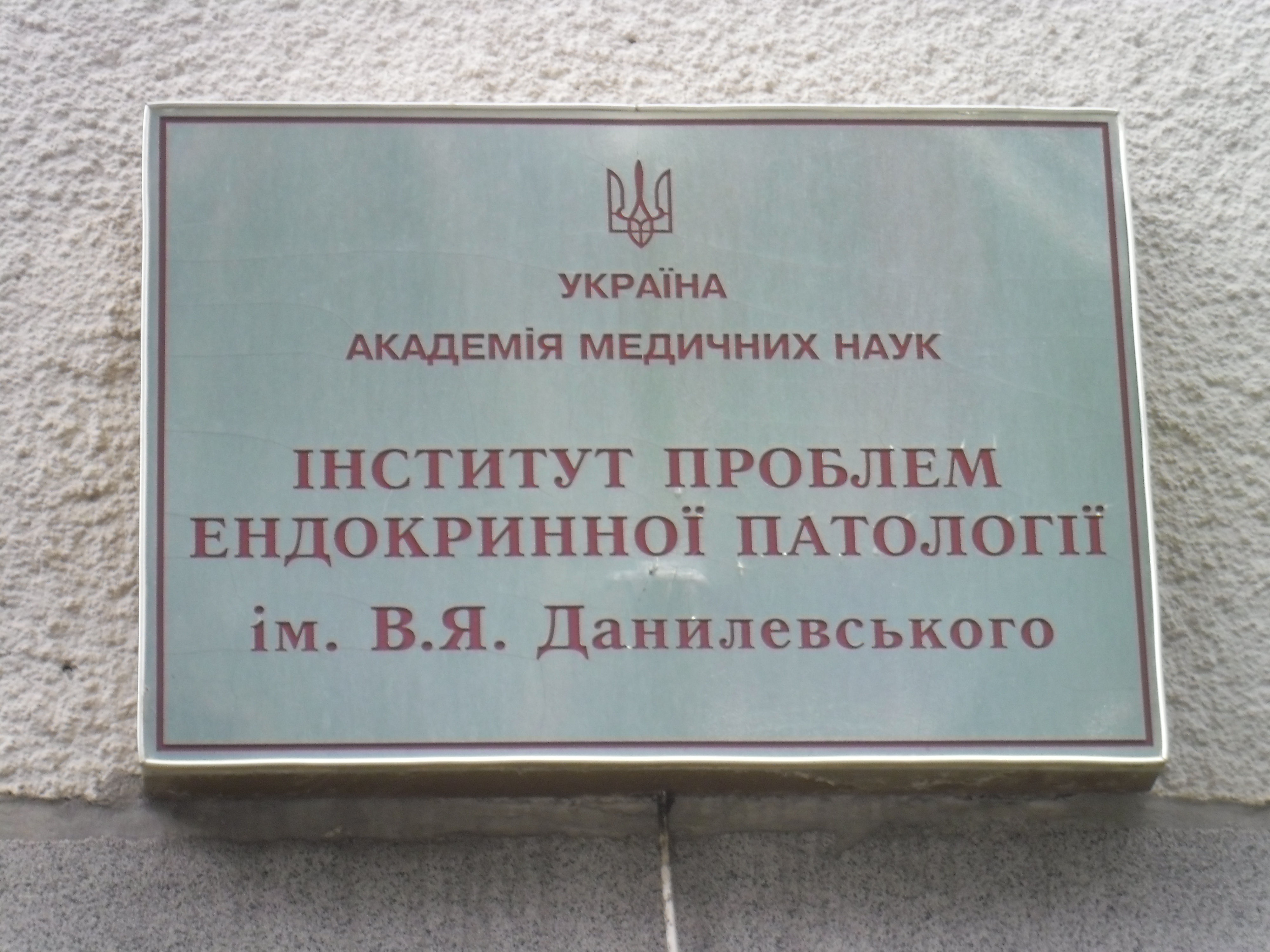

Институ́т пробле́м эндокри́нной патоло́гии им. В.Я. Даниле́вского — основан в 1919 году Василием Яковлевичем Данилевским в Харькове. Структура Института совмещает научно-исследовательскую базу и клинические подразделения: поликлинику и стационар на 140 коек. Главной аккредитационной комиссией МОЗ Украины Институту присвоена высшая категория аккредитации. На базе клиники Института работает кафедра эндокринологии и детской эндокринологии харьковской медицинской академии последипломного обучения врачей. Учреждение является клинической базой Фармакологического комитета МОЗ Украины. Участвует в проведении международных многоцентровых рандомизированных сравнительных исследований фармакологических препаратов.
С 1999 года Институт возглавляет доктор медицинских наук, профессор, заслуженный деятель науки и техники Украины Юрий Иванович Караченцев.

## Структура Института проблем эндокринной патологии
В составе Института три научно-исследовательских и четыре клинических подразделения, отдел научной информации и патентно-лицензионной работы, научная библиотека, виварий.
Клиническая база Института представлена поликлиническим отделением и стационаром на 140 коек. В свою очередь в составе стационара:
- четыре отделения — два терапевтических, хирургическое и отделение анестезиологии и реанимации с палатой интенсивной терапии;
- специализированные клинические лаборатории (клинико-диагностическая, радиологическая, иммунологическая, патологоанатомическая) и
- кабинеты (функциональной диагностики, рентгенологической и ультразвуковой диагностики, физиотерапевтический, андрологический, стоматологический и другие).

Обследование и лечение пациентов осуществляют эндокринологи (терапевты и хирурги), гинекологи, андрологи, невропатологи, кардиологи, окулисты, отоларингологи, физиотерапевты. На базе клиники Института развёрнута кафедра эндокринологии и детской эндокринологии ХМАПО — заведует кафедрой доктор медицинских наук, профессор Караченцев Ю.И.

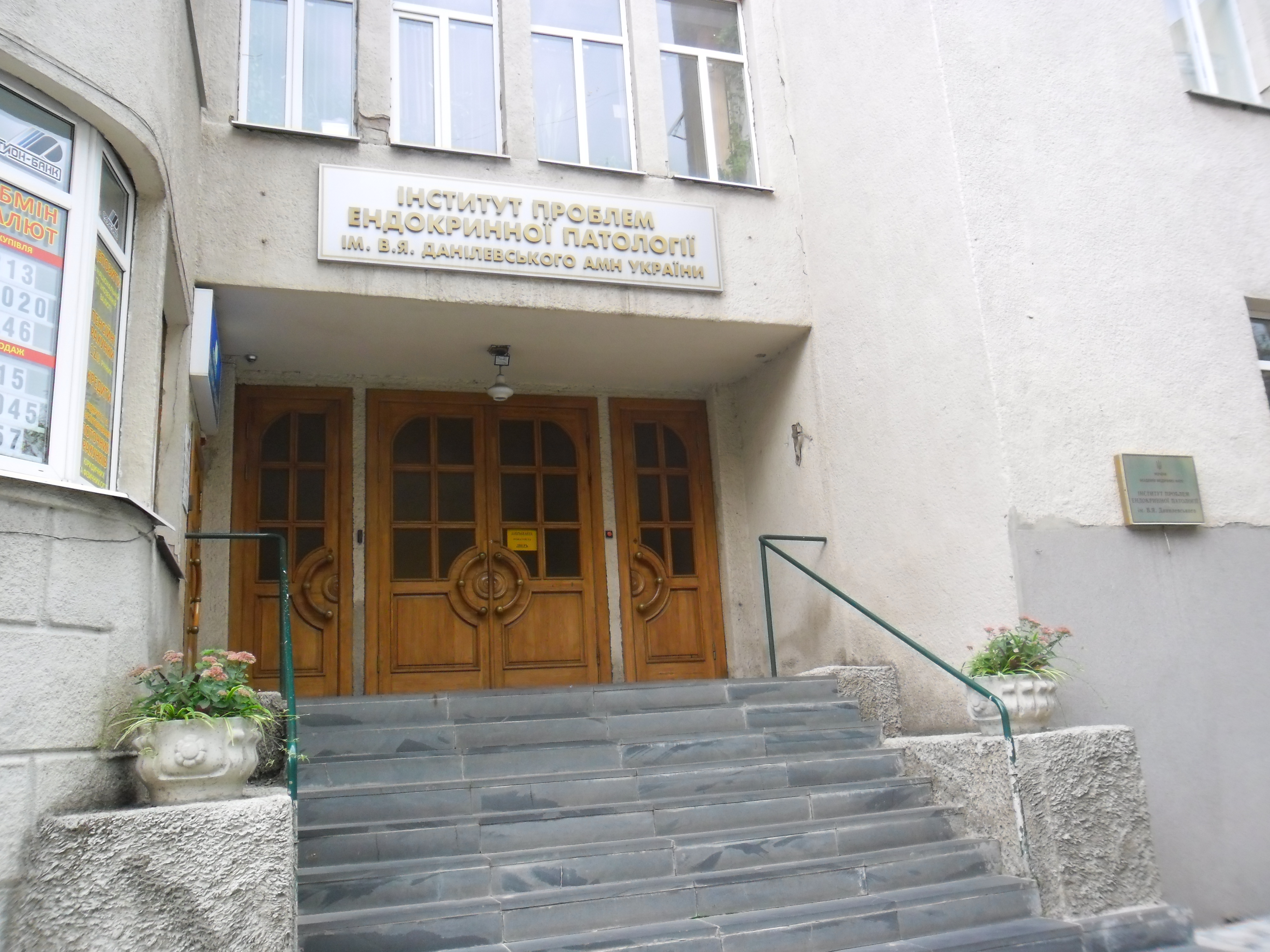

## История
В 1919 году по инициативе профессора В. Я. Данилевского Харьковским медицинским обществом основано первое в молодой социалистической стране учреждение эндокринологического профиля — Органотерапевтический институт. Цель нового харьковского института — исследовать биологическую активность вытяжек из эндокринных желез животных и организовать серийное производство органотерапевтических препаратов для обеспечения населения советскими лечебными препаратами.
В 1923 году впервые в СССР специалистами института под руководством заслуженного деятеля науки профессора В. М. Когана-Ясного был получен советский инсулин, успешно опробированный в клинике для лечения больных сахарным диабетом. Профессор П. Л. Эйнгорн разработал промышленный выпуск инсулина, позволивший не только освободить страну от финансового бремени импорта, но и организовать экспорт советского препарата за рубеж.
В 30-е годы институт освоил производство 28-и органопрепаратов, 12-ти гормональных лекарственных средств, среди них первые синтетические препараты дийодтирозин и метилтестостерон. Некоторые препараты (фолликулин, адреналин, питуитрин, тироксин) не утратили своего значения и синтезируются в настоящее время.
В 1941 году с началом Великой Отечественной войны институт был эвакуирован на Алтай, в город Бийск. В сложных условиях, через три недели после переезда, начато промышленное производство инсулина и адреналина. Сле́дом налажено производство витаминов, антибиотиков и других препаратов, крайне необходимых фронту и тылу. Первые два года войны город Бийск — единственное место на территории Советского Союза, производившее эндокринные препараты. Из отчёта Алтайскому крайкому ВКП(б) о проделанной за 2,5 года научно-производственной работе: Украинский НИИ экспериментальной эндокринологии предоставил Советской Армии медицинских препаратов на сумму свыше 8,5 млн руб.
За самоотверженный и добросовестный труд в годы войны коллектив института занесён в «Книгу почёта гвардейцев трудового фронта» (Бийск, 1943 г.), а директор института З. М. Динерштейн и профессор С. Г. Генес награждены орденами «Знак Почёта», 20 сотрудников — медалями «За доблестный труд в Великой Отечественной войне».
В послевоенное время усилия ученых-химиков, среди которых были Г. И. Киприянов, М. Ю. Лундин, И. Б. Симон, а затем Л. Н. Воловельский сосредоточились на создании и производстве (впервые в СССР) новых синтетических гормональных и действующих подобно гормонам лекарственных средств (прегнантол, диэтилсильбестрол, синестрол, октестрол, 6-метилурацил, метилтестостерон, тестостерона пропионат, эстрадиол, мерказолил, кортизона ацетат, противоопухолевые — бензотэф, хлортрианизен, пролотестон и другие).
С 1960 года институт развивает направление, связанное с синтезом соединений с гипогликемическими свойствами. Т. Ф. Сысоева, Н. И. Махненко, Л. М. Хлапонина подключились к решению проблемы создания пероральных антидиабетических средств. Осуществлён синтез соединений сульфонилмочевины (бутамид, цикламид, хлорцикламид, хлорпропамид, глибенкламид) на опытном заводе института в Харькове, а производственная часть института в Киеве преобразована в Дарницкий химико-фармацевтический завод, в настоящее время ЗАО "Фармацевтическая фирма «Дарница».
В 1999 году Институт возглавил доктор медицинских наук, профессор, заслуженный деятель науки и техники Украины Юрий Иванович Караченцев.

## Научный потенциал Института проблем эндокринной патологии
Общее количество сотрудников — 467, в том числе:
- докторов наук — 10,
- кандидатов наук — 57,
- научных работников — 87,
- врачей — 49 (из них с высшей категорией — 30)[2].

Основные научные направления:
- эпидемиология, клиника эндокринных заболеваний, разработка и усовершенствование методов их диагностики, профилактики и лечения;
- исследование механизмов регуляции эндокринных функций и метаболических процессов в норме и при патологии;
- разработка, экспериментальное и клиническое изучение лекарственных средств;
- подготовка научных кадров высшей квалификации (докторов и кандидатов наук);
- лечебно-профилактическая работа в клинике;
- повышение квалификации врачей в области эндокринологии.

## Практическая деятельность института
Сотрудниками института создано, изучено и внедрено в практику здравоохранения более 120 лекарственных средств. Многие из этих препаратов до сих пор востребованы в практическом здравоохранении. Получено:
- 113 авторских свидетельств,
- 34 патента Украины и
- 12 патентов стран дальнего зарубежья,
- зарегистрированы 3 товарных знака.

Институт способствовал продаже лицензии на полиакриламидний гель шведской фирме S-Trade AB. Лекарственные средства, синтезированные в институте, отмечены на ВДНХ СССР, где получили:
- 1 золотую медаль,
- 4 серебряных,
- 14 бронзовых,
- 3 диплома.

На ВДНХ Украины получены 3 диплома.
Специалисты Института работают над разрешением актуальных проблем клинической и экспериментальной эндокринологии:
- изучают механизмы гетерогенности развития сахарного диабета и его осложнений;
- разрабатывают методы направленной модуляции адаптационных свойств инсулярного аппарата поджелудочной железы;
- изучают механизмы развития, диагностики и лечения разных форм патологии щитовидной железы;
- ведут популяционно-генетические исследования сахарного диабета и тиреопатий;
- совершенствуют методы дифференциальной диагностики и терапии нарушений репродуктивной функции;
- создают лекарственные средства для лечения эндокринных заболеваний и сопутствующей патологии.

В последние годы под руководством д.х.н. В. В. Липсон и к.х.н. Ф. Г. Яременко в отделе медицинской химии успешно налаживается синтез арил- и гетерилпроизводных янтарной кислоты, развивается научное направление, связанное с разработкой фундаментальных основ синтеза частично гидрированных азотсодержащих гетероциклических систем и модификации стероидов.